# Frederick Temple

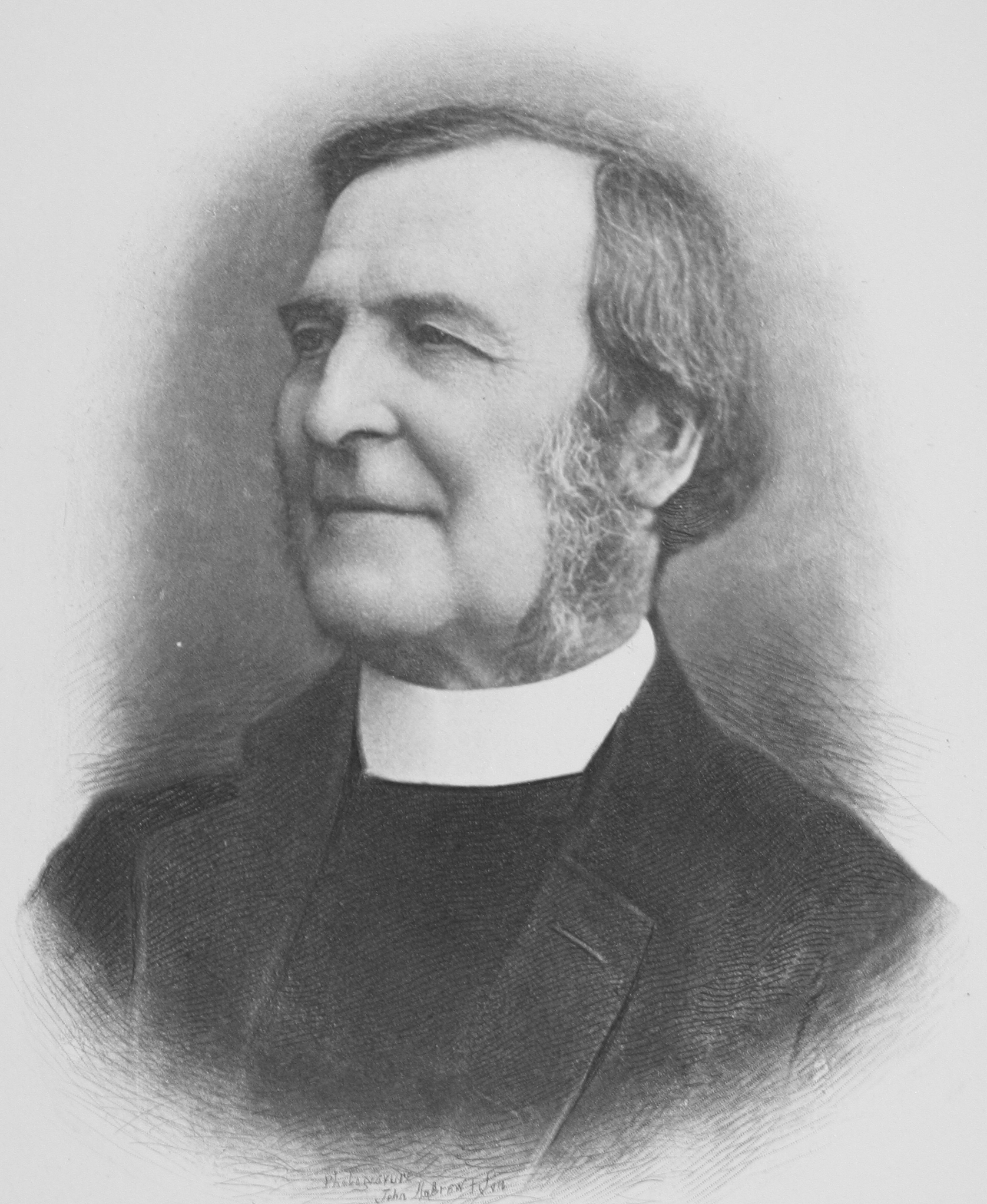
Erzbischof Temple 1900

Frederick Temple (* 30. November 1821 in Santa Maura, Republik der Ionischen Inseln; † 23. Dezember 1902 in London) war von 1896 bis zu seinem Tod Erzbischof von Canterbury.

## Frühe Jahre
Temple wurde auf Santa Maura, eine der Ionischen Inseln, als Sohn des Majors Octavius Temple geboren, der später Vize-Gouverneur von Sierra Leone wurde. Nach seiner Pensionierung lebte Major Temple in Devon und sah eine berufliche Laufbahn in der Landwirtschaft für seinen Sohn Frederick vor, weshalb er ihm eine praktische Ausbildung in diesem Bereich zukommen ließ.
Temples Großvater war der Pfarrer William Johnson Temple, Rektor der Pfarrgemeinde von Mamhead in Devon. In Boswells Leben des Johnson wird Pfarrer Temple mehrfach erwähnt.
Als Jüngling wurde Frederick Temple an der Blundell’s School, Tiverton unterrichtet. Bald zeigte es sich, dass er für eine andere Karriere als die der Landwirtschaft geeignet war. Er hegte eine warme Zuneigung gegenüber der Schule, wo er sich sowohl mit akademischen als auch mit körperlichen Tätigkeiten auszeichnete, besonders beim Wandern. Da die Familie nicht wohlhabend war, wusste Frederick Temple, dass er für sein weiteres Auskommen selbst sorgen musste. Der erste Schritt dabei war, schon bevor er siebzehn Jahre alt war, der Gewinn eines Stipendiums für das Balliol College der University of Oxford.
Die Oxfordbewegung hatte bereits fünf Jahre vor seiner Immatrikulation begonnen, aber der denkwürdige Traktat Nr. 90 war noch nicht geschrieben worden. So betrat Temple eine Universität, die vor intellektueller und religiöser Aufregung pulsierte. Nach vielen Diskussionen und Überlegungen näherte er sich der liberalen Bewegung in Oxford an. 1842 machte er seinen Abschluss mit der Note Doppel-Eins und wurde als Fellow am Balliol College Dozent für Mathematik und Logik. Vier Jahre später wurde er zum Priester geweiht. Mit dem Ziel, eine Verbesserung der Bildung der Armen zu erreichen, übernahm er die Leitung von Kneller Hall, einem College, welches von der Regierung zur Ausbildung der Leiter von Arbeitshäusern und Strafschulen gegründet wurde. Das Experiment war nicht erfolgreich und Temple selbst schlug 1855 seine Beendigung vor. Er trat dann die Stelle eines Schulinspektors an, bis er 1858 eine Berufung als Lehrer an der Rugby School annahm. In der Zwischenzeit hatte er sich die Bewunderung des Prinzgemahls Albert erworben und wurde 1856 Kaplan (chaplain-in-ordinary) von Königin Victoria. 1857 erhielt er von der Universität Oxford die Auszeichnung als „select preacher“.

## Rugby
Nach dem Rücktritt von Dr. Goulburn 1858, des Leiters der Schule von Rugby, wurde Temple durch die Treuhänder zum neuen Leiter ernannt. Ebenfalls in diesem Jahr hatte er den Akademischen Grad des Bachelor of Divinity und seinen Doctor of Divinity gemacht. Sein Leben in Rugby war geprägt durch große Energie und mutige Initiative.
Temple verstärkte den akademischen Ruf der Schule in den klassischen Fächern; er gründete und förderte ein naturwissenschaftliches Labor. Auch reformierte er die sportlichen Aktivitäten der Schule. Seine eigene enorme Arbeitsleistung und grobe Art schüchterte die Schüler zwar ein, aber er wurde dennoch schnell populär und verbesserte auch hier den guten Ruf der Schule. Seine Schulpredigten hinterließen einen tiefen Eindruck auf die Schuljungen. Er war im Lehren loyal, vertrauensvoll und pflichtbewusst.

## Essays and Reviews
1860 steuerte er einen der sieben Kapitel zum Band Essays and Reviews bei, der vom Theologen Henry Bristow Wilson zusammengestellt wurde. Zu den weiteren Autoren gehörten Benjamin Jowett, Baden Powell, Rowland Williams, und Wilson selbst. Diese Sammlung erschien kurz nach Darwins Über die Entstehung der Arten und stellte der britischen Öffentlichkeit die Erkenntnisse vor, die deutsche Bibelwissenschaftler mit der historisch-kritischen Methode gewonnen hatten. Der Band löste eine Kontroverse aus. Williams und Wilson wurden von einem Kirchengericht verurteilt und dann auf Berufung freigesprochen. Fortan galt auch Temples Theologie vielen als suspekt.
Politisch war Temple ein Anhänger Gladstones; ferner befürwortete er die Trennung der irischen Kirche vom Staat. Er schrieb und sprach sich für die allgemeine Schulpflicht, der Elementary Education Act (1870) von William Edward Forster, aus und war ein aktives Mitglied der ausführenden Schulkommission. 1869 bot Gladstone ihm das Dekanat von Durham an, aber er verzichtete und blieb in Rugby. Später im selben Jahr, als Henry Phillpotts, der Bischof von Exeter verstarb, bot der Premierminister ihm diese Stellung an und Temple akzeptierte.

## Bistümer
Die Ernennung fachte die Kontroverse über Essays and Reviews wieder auf. George Anthony Denison, Erzdekan von Taunton, Lord Shaftesbury, und andere bildeten ein Protestkomitee, während Edward Pusey erklärte, the choice was the most frightful enormity ever perpetrated by a prime minister. Vor seiner offiziellen Ernennung wurden zahlreiche Beratungen abgehalten und auch das Domkapitel von Exeter war in seiner Meinung geteilt. Gladstone seinerseits aber stand fest zu Temple und dieser wurde am 21. Dezember 1869 offiziell ernannt. Es gab deshalb Enttäuschung unter seinen Geistlichen, die seine harte Kontrolle fürchteten. Aber seine echte Freundlichkeit wurde bald bemerkt und während der nächsten sechzehn Jahre seiner Amtszeit überwand er alle Vorurteile gegen ihn vollständig. Als er 1885, nach dem Tod von Dr. John Jackson, zum Bischof von London berufen wurde, gab es gegen seine Ernennung keinerlei Einwände mehr. 1884 war Temple in Bampton Dozent und 1885 wurde er Ehrenmitglied des Exeter College in Oxford.
Als Bischof von London arbeitete Dr. Temple härter als je zuvor. Sein normaler Arbeitstag zu dieser Zeit umfasste vierzehn oder fünfzehn Stunden. Unter dieser Belastung wurden schnell Anzeichen beginnender Blindheit beobachtet. Viele Personen seines Klerus und seine Mitarbeiter sahen in ihm ein eher abschreckendes Vorbild, da er die Durchsetzung nahezu unmöglicher Standards in Sorgfalt, Genauigkeit und Effizienz predigte. Durch seine offensichtliche Hingabe an seine Arbeit und seinen Eifer für das Wohl der Menschen überwand er diesen Eindruck und gewann so Vertrauen. In London war er ein unermüdlicher Kämpfer für das Verbot des Alkohols; trotzdem erkannte ihn die Arbeiterklasse instinktiv als Freund. Wegen seiner zunehmenden Blindheit bot er seinen Rücktritt als Bischof an. Stattdessen aber wurde er 1895, nach dem plötzlichen Tod des Erzbischofes Benson aufgefordert, in seinem siebenundsechzigsten Lebensjahr das Amt des Erzbischofs von Canterbury zu übernehmen, was er akzeptierte.

## Erzbischof von Canterbury
Als Erzbischof hatte er 1897 den Vorsitz über die Lambeth-Konferenz. Im selben Jahr gaben Temple und William Dalrymple Maclagan, der Erzbischof von York, als gemeinsame Antwort auf die Enzyklika Apostolicae curae des Papstes Leo XIII., welcher darin die Gültigkeit der anglikanischen Bischofsernennungen absprach, das Schreiben Saepius Officio heraus (siehe Briefwechsel über die Gültigkeit der anglikanischen Weihen 1896/1897). 1900 handelten die beiden Erzbischöfe wieder gemeinsam, um die Fragen bezüglich der Verwendung von Weihrauch im Gottesdienst und der Reihenfolge der Gottesdienstelemente zu klären. Nach Anhörung der Argumente entschieden sie gegen die angefragten Praktiken. Während seiner Amtszeit als Erzbischof war Dr. Temple zutiefst betroffen über die Zerstrittenheit und Schwächung der Anglikanischen Kirche, und viele seiner Predigten forderten zur Einheit auf.

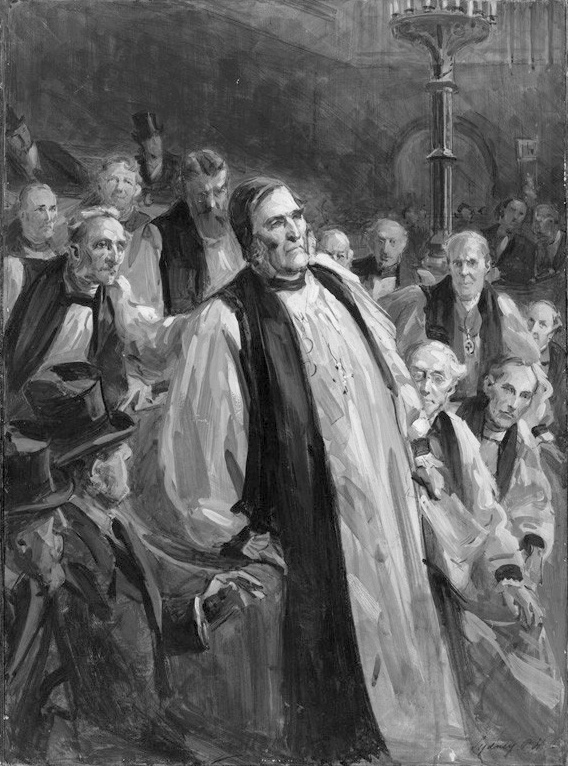
Gemälde von Sydney Prior Hall mit dem Zusammenbruch von Erzbischof Temple im House of Lords während seiner Rede zum Education Act, 1902

Sein wichtigstes Anliegen als Primas der englischen Kirche gegenüber diesen Streitigkeiten war sein Plädoyer für einen katholischeren und karitativeren Charakter der Kirche; während der letzten Jahre seines Lebens kam er immer wieder auf dieses Thema zurück. Er forderte aktiv die anglikanische Mission und in seiner Predigt zur Eröffnung des neuen Jahrhunderts appellierte er, die oberste Verpflichtung Großbritannien in dieser Epoche und in der Weltgeschichte sei, alle Nationen zu evangelisieren. 1900 hatte er den Vorsitz über den Temperance World Congress in London inne; zu diesem Anlass predigte er eine Ausweitung der Frauenbildung.
1902 war seine wichtigste Aufgabe die Leitung der Krönung von König Eduard VII., aber die zahlreichen Belastungen und sein fortgeschrittenes Alter forderten ihren Tribut. Während einer Rede, die er im House of Lords am 2. Dezember 1902 über das Bildungs-Gesetz dieses Jahres hielt, erlitt er einen Zusammenbruch und, auch wenn er seine Rede zu Ende führte, erholte er sich nicht mehr. Er starb am 23. Dezember 1902 und wurde vier Tage später im Garten des Kreuzganges der Kathedrale von Canterbury beigesetzt.
Sein zweiter Sohn, William Temple, wurde einige Jahre später ebenfalls zum Erzbischof von Canterbury ernannt. Sein Grab befindet sich ebenfalls im Garten des Kreuzganges der Kathedrale von Canterbury.

## Schriften (Auswahl)
- The Education of the World. In: Henry Bristow Wilson (Hrsg.): Essays and Reviews. John W. Parker and Son, London 1860, S. 1–49 (eingeschränkte Vorschau in der Google-Buchsuche [abgerufen am 11. September 2016]).
- The Relations between Religion and Science: Eight Lectures preached before the University of Oxford in the Year 1884 im Project Gutenberg